# Ворон (фильм, 2012)
«Во́рон» (англ. The Raven) — американский детективный триллер режиссёра Джеймса Мактига об Эдгаре Аллане По. Сценарий написан Беном Ливингстоном и Ханной Шекспир. В главных ролях Джон Кьюсак, Люк Эванс, Элис Ив и Оливер Джексон-Коэн. Съёмки начались 9 ноября 2010 года в Белграде и Будапеште. Премьера прошла 9 марта 2012 года в Великобритании и Испании, в России — 12 апреля 2012 года.

## Сюжет
Рассказ о последних днях жизни Эдгара Аллана По. Знаменитый писатель и поэт вместе с детективом преследует серийного убийцу, чьи преступления в точности повторяют сцены из его произведений.

## В ролях
- Джон Кьюсак — Эдгар Аллан По (дублирует Михаил Жонин)
- Элис Ив — Эмили Гамильтон (дублирует Мария Бакина)
- Оливер Джексон-Коэн — Джон Кантрелл (дублирует Василий Дахненко)
- Люк Эванс — инспектор Эмметт Филдс (дублирует Александр Головчанский)
- Кевин Макнелли — Маддакс
- Сэм Хазелдин — Айвен Рейнолдс
- Пэм Феррис — миссис Брэдли
- Брендан Глисон — капитан Гамильтон
- Сергей Трифунович
- Йен Вирго
- Брендан Койл — Рейган
- М. Эммет Уолш

## Отзывы критиков
Фильм получил преимущественно негативные отзывы критиков. На сайте Rotten Tomatoes его рейтинг составил всего 22 % (на основании 139 рецензий, из которых положительных только 31). Известный писатель-фантаст и кинокритик Ким Ньюман в своей рецензии, опубликованной в журнале Empire, резко отрицательно высказался о картине, отметив среди её недостатков слабый сценарий, шаблонность характеров, совершенно неуместный саундтрек и полное отсутствие исторической достоверности.

## Интересные факты
- На роль Эдгара Аллана По рассматривались Джереми Реннер и Юэн Макгрегор[5][6].